# سد سنگ سیاه
سد سنگ سیاه، سدی خاکی با هسته رسی در دشت لیلاخ در شهرستان دهگلان و ۸۰ کیلومتری شرق مرکز استان کردستان است. دریاچه این سد یکی از تفرجگاه‌های استان کردستان محسوب می‌شود و مردم این استان برای طبیعت گردی و گذراندن اوقات فراغت به این مکان مراجعه می‌کنند. این سد به منظور ذخیره و نگهداری آب رودخانه صادق‌آباد و استفاده بهینه از آب‌های سطحی در محل روستای سنگ سیاه با حجم ذخیره ۳۳ میلیون مترمکعب، احداث شده است.
آبگیری این سد در سال ۱۳۸۶ انجام شد، ولی کار احداث شبکه آبیاری و زهکشی آن که ۳۶۰۰ هکتار زمین را آبیاری می‌کند در سال ۱۴۰۲ تکمیل شد.